# Alleanza per la Democrazia Diretta in Europa
L'Alleanza per la Democrazia Diretta in Europa (in inglese Alliance for Direct Democracy in Europe), abbreviato in ADDE, è stato un partito politico europeo fondato nel 2014. Era composto da soggetti appartenenti al gruppo Europa della Libertà e della Democrazia Diretta (EFDD) nel Parlamento europeo (EP). Il partito nazionale dominante nell'ADDE era il Partito per l'Indipendenza del Regno Unito (UKIP), che aveva fornito 21 eurodeputati dei 27 membri del partito eletti nel 2014. Altri tre deputati dell'UKIP scelsero di non partecipare all'ADDE. Nel 2015 l'ADDE è stato riconosciuto dal Parlamento europeo e la sua massima sovvenzione da parte del PE è stata fissata a 1241725 €, con ulteriori 730,053 € per la sua fondazione politica affiliata, l'Iniziativa per la Democrazia Diretta. Il partito si è dissolto il 24 maggio 2017.

## Partiti membri
| Paese       | Partito                                    | Parlamento Europeo | Parlamento Nazionale |
| ----------- | ------------------------------------------ | ------------------ | -------------------- |
| Belgio      | Partito Popolare                           | 0 / 22             | 1 / 150              |
| Rep. Ceca   | Partito dei Liberi Cittadini               | 1 / 21             | 0 / 200              |
| Francia     | Debout la France                           | 0 / 72             | 2 / 577              |
| Francia     | Joëlle Bergeron (indipendente, ex-FN)      | 1 / 72             | 0 / 577              |
| Lituania    | Ordine e Giustizia                         | 1 / 12             | 11 / 141             |
| Paesi Bassi | Per l'Olanda                               | 0 / 26             | 2 / 150              |
| Polonia     | Robert Iwaszkiewicz (KORWiN)               | 1 / 51             | 0 / 460              |
| Svezia      | Democratici Svedesi                        | 2 / 22             | 48 / 349             |
| Regno Unito | Partito per l'Indipendenza del Regno Unito | 21 / 73            | 1 / 650              |